# Дуб черешчатий (пам'ятка природи, Максимівка)
Дуб черешчатий — колишня ботанічна пам'ятка природи місцевого значення, розташована в селі Максимівка Гадяцького району Полтавської області. Була створена відповідно до Постанови Полтавської облради № 329 від 22 липня 1969 року. Скасовано статус рішенням Полтавської облради від 16.02.2018 № 647 [Архівовано 15 квітня 2021 у Wayback Machine.].

## Загальні відомості
Землекористувачем є Римарівська сільська рада, площа — 0,01 гектара. Розташована в села Максимівка Гадяцького району.
Пам'ятка природи створена з метою збереження одинокого вікового дерева дуба звичайного віком 400 років.